# آشلي ماديسون (موقع ويب)
آشلي ماديسون، أو وكالة آشلي ماديسون، هي خدمة مواعدة وشبكة اجتماعية كندية على الإنترنت تُسوّق للأشخاص المتزوجين أو المنخرطين في علاقات.
أُسس الموقع في عام 2002 من قبل دارين مورغينستيرن، تحت شعار: «الحياة قصيرة. أقم خيانة غرامية». يجمع الاسم بين اسمين معروفين للإناث في أمريكا الشمالية «آشلي» و«ماديسون».
تلقت الشركة اهتمامًا في 15 يوليو 2015، بعد أن سرقت مجموعة من المخترقين جميع بيانات العملاء الخاصة بها -بما في ذلك رسائل البريد الإلكتروني، والأسماء، وعناوين المنازل، والتخيلات الجنسية، ومعلومات بطاقات الائتمان- وهددوا بنشر البيانات عبر الإنترنت إذا لم يغلق الموقع نهائيًا، بالإضافة إلى موقع إيستابليشد مين دوت كوم الشبيه التابع لشركة آفيد لايف. بحلول 22 يوليو من نفس العام، نُشرت أول مجموعة من أسماء العملاء من قبل المخترقين، وجميع بيانات المستخدمين في 18 أغسطس 2015. أُصدر المزيد من البيانات (بما في ذلك بعض رسائل البريد الإلكتروني الخاصة بالرئيس التنفيذي) في 20 أغسطس 2015. تضمن النشر بيانات للعملاء الذين دفعوا رسمًا قدره 19 دولارًا إلى آشلي ماديسون مقابل حذف بياناتهم. طُبقت الرسوم أيضًا على الأشخاص الذين أُنشئ حساب لهم ضد رغبتهم، كمقلب، أو بسبب استخدام عناوين بريدهم الإلكتروني دون قصد.
في 28 أغسطس 2015، وافق نويل بايدرمان على التنحي عن منصبه كالرئيس التنفيذي لشركة آفيد لايف. وقال بيان صادر عن الشركة أنّ رحيله كان يصب «في مصلحة الشركة».
في يوليو 2016، غيرت شركة آفيد لايف اسمها لشركة روبي كورب. وعينت روب سيغال كرئيس تنفيذي جديد لها. في نفس الشهر، غيرت الشركة شعار الموقع من «الحياة قصيرة. أقم خيانة غرامية»؟ إلى «ابحث عن اللحظة المناسبة لك»، وحدثت صورة علامتها التجارية من صورة امرأة ترتدي خاتم زواج، إلى رمزٍ أحمر على شكل جوهرة كشعارٍ لها.
بحلول عام 2017، تنحى كل من الرئيس التنفيذي روب سيغال والرئيس جيمس ميليرشيب عن منصبيهما.
في مايو 2017، أرجعت آشلي ماديسون شعار «الحياة قصيرة. أقم خيانة غرامية». الذي يُعبر عن رمزية الشركة التي تركز على العلاقات بين المتزوجين. في فبراير 2019، أعلنت الشركة أن عدد الأعضاء وصل إلى 60 مليون عضو.

## نموذج العمل
بخلاف موقع ماتش دوت كوم أو إي هارموني، يعتمد نموذج أعمال آشلي ماديسون على الرصيد بدلًا من الاشتراكات الشهرية. لإجراء محادثة بين عضوين، يجب على أحد الأعضاء -الذي غالبًا ما يكون رجلًا- دفع خمسة أرصدة لبدء المحادثة. تصبح أي رسائل بين العضوين مجانية بعد بدء الاتصال. يحتوي آشلي ماديسون أيضًا على ميزة الدردشة في الوقت الفعلي، إذ يشتري العضو وقتًا معينًا باستخدام رصيده.
يسمح الموقع للمستخدمين بإخفاء ملفاتهم الشخصية مجانًا. يجب على المستخدمين الذين يريدون حذف حساباتهم، حتى تلك التي أُنشئت دون موافقة الفرد، دفع رسمٍ بقيمة 19 دولارًا. يدعي الموقع أنّ خيار «الحذف الكامل» سيزيل الملفات الشخصية للمستخدمين، وجميع الرسائل المرسلة والمستلمة، وسجل استخدام الموقع، ومعلومات التعريف الشخصية والصور. لكن البيانات التي اختُرقت في عام 2015 كشفت أنّ ميزة «الحذف الدائم» هذه لم تحذف أي شيءٍ بشكلٍ نهائي، وكانت جميع البيانات قابلة للاسترداد.

## النقد
اتهم تريش مكديرموت، وهو مستشار ساعد في تأسيس موقع ماتش دوت كوم، آشلي ماديسون بأنه موقع «أعمال يرتكز على قلوب الأعضاء المكسورة، والزواج الفاشل، والعائلات المتضررة». وردّ بيدرمان بالقول إنّ الموقع هو «مجرد منصة» وإنّ المواقع والإعلانات لن تُقنع أي شخصٍ بارتكاب الخيانة الزوجية. وفقًا لبيدرمان، تساعد هذه العلاقات في الحفاظ على العديد من العلاقات الزوجية.

### الضمان
عرضت آشلي ماديسون ضمانًا أنّ المستخدمين «سيجدون شخصًا مناسبًا لهم»: «نحن نضمن أنك ستعثر بنجاح عمن تبحث عنه، أو سنعيد لك أموالك». من أجل التأهل، يجب على المستخدمين شراء أغلى باقةٍ في الموقع، وإرسال رسائل «أولوية» أكثر تكلفة إلى 18 عضوًا فريدًا كل شهر وعلى مدى ثلاثة أشهر، وإرسال 5 هدايا من آشلي ماديسون شهريًا، والمشاركة في 60 دقيقة من الدردشة المدفوعة شهريًا. وما يضاعف المشكلة هو أنّ «عدد الرجال الذين يستخدمون الخدمة أكثر من عدد النساء، مع زيادة التباين عند تقدمهم في السن»، و«يبحث الرجال عن الجنس، بينما تسعى النساء إلى العاطفة». تناولت صفحة على آشلي ماديسون تحمل عنوان «هل آشلي ماديسون موقع احتيال؟ هل آشلي ماديسون موقع خداع؟»، بعض هذه المشكلات في محاولة لكسب العملاء المحتملين وتعليمهم أفضل الطرق لاستخدام الموقع.

### حسابات الروبوتات المزيفة النسائية
وفقًا لما ذكرته آنالي نيويتز، رئيسة تحرير موقع غيزمودو، التي حللت البيانات المسربة عام 2015، فإنّ موقع آشلي ماديسون يستعمل أكثر من 70000 روبوت إنترنت يرسل رسائل نسائية مزيفة للمستخدمين الذكور. كانت قد أصدرت نيويتز سابقًا تحليلًا يزعم أن نسبة ضئيلة (12000 من 5.5 مليون) من الحسابات النسائية المسجّلة تُستخدم بشكلٍ منتظم، لكنها تخلّت عن هذا التحليل لاحقًا، قائلة إنه لا توجد طريقة لتحديد عدد النساء اللواتي يستخدمن الموقع استنادًا عل المعلومات التي سُربت. أشارت نيويتز إلى فقرة في شروط الخدمة تنص على أن «العديد من الملفات الشخصية مخصصة للتسلية فقط».
في عام 2012، زعمت موظفة سابقة في دعوى قضائية أنه قد طلب منها إنشاء آلاف الحسابات النسائية المزيفة الجذابة للعملاء الذكور، ما أدى لإصابتها بالإجهاد بشكلٍ متكرر. سُوّيت القضية خارج المحكمة.
في يوليو 2016، قال الرئيس التنفيذي روب سيغال والرئيس المُعين حديثًا جيمس ميليرشيب لرويترز إنّ الشركة قد تخلصت من الروبوتات بحلول أواخرعام 2015. شارك سيغال تقريرًا مستقلًا من مؤسسة إرنست آند يونغ الذي تحقق من التخلص التدريجي للروبوتات.أظهر تقرير لاحق صادر عن مؤسسة إرنست آند يونغ في عام 2017، أنّ برامج الروبوتات قد أوقفت في عام 2015، ولم تجد المؤسسة أيّ دليل على إعادة استخدام برامج الروبوتات.

### الإعلانات
تستخدم آشلي ماديسون تقنيات تسويق حرب العصابات للإعلان عن موقعها. إحدى هذه الأساليب هي إنشاء مواقع انتقادات وهمية مليئة بإعلانات عن آشلي ماديسون وشهادات مجهولة على أنّ خدمات الموقع حقيقية. على سبيل المثال، سُجل موقع «آشلي ماديسون سكامس دوت كوم» لمالك آشلي ماديسون، شركة آفيد لايف.
تعلن آشلي ماديسون عن خدماتها من خلال الإعلانات التليفزيونية، واللوحات الإعلانية، والإعلانات الإذاعية، من قبل الرئيس التنفيذي نويل بيدرمان. سُحبت الإعلانات التلفزيونية في بعض البلدان بعد تقديم شكاوى متكررة. تتضمن المقترحات التي رفضتها الشركات المعنية صفقة بقيمة 1.5 مليون يورو مع نادي كرة السلة الإيطالي فيرتيس روما، للإعلان على قمصان جيرسي الخاصة بالفريق، وعرضًا بقيمة 10 ملايين دولار لإعادة تسمية مطار سكاي هاربور في فينيكس وعرضًا للحصول على حقوق تسمية ملعب نيو ميدولاندز.
صدر بيان يستنكر الإعلانات المقترحة في عام 2009 عندما حاولت آشلي ماديسون شراء إعلانات بقيمة 200000 دولار كندي من لجنة تورونتو للمواصلات لوضعها على نظام تورونتو للترام (الحافلات). إذ صوت خمسة من أصل ستة أعضاء في اللجنة ضد ذلك، صرح المفوض: «عندما تتمحور القيمة الأساسية لها حول الخيانة أو الكذب، فلن نسمح لهذه الأنواع من الإعلانات بالاستمرار». عرض بيدرمان دعم أجرة نظام تورونتو للترام لتنخفض من 2.75 دولار إلى 2.50 دولار ولكن رُفض العرض.
في عام 2009 أيضًا، رفضت شبكة إن بي سي إعلانًا مقدمًا من آشلي ماديسون لبثه على الشبكة أثناء مباراة السوبر بول في نسختها الـ 44.